# アレクサンダー・キルヒャー
アレクサンダー・キルヒャー（Alexander Kircher、1867年2月26日 - 1939年9月16日）はオーストリア生まれのドイツの画家、イラストレータである。海洋画、軍艦や商船を描いた多くの作品を残した。

## 略歴
当時、オーストリア＝ハンガリー帝国が支配していた現イタリアの港湾都市、トリエステで生まれた。オーストリア海軍の士官を目指したが、足のケガの影響で士官になることはできなかった。画家を目指しベルリン芸術アカデミーに学び、初めから海洋画を専門に描いた。アカデミーでは、ハンス・ギューデやヘルマン・エシュケ(Hermann Eschke)に学んだ。
ヨーロッパの各地、アジアや北アメリカを旅して修行し、アメリカでは1893年のシカゴ万国博覧会の建物の装飾や、海洋画家ハンス・ペーターゼンの指揮でパノラマ画を描く仕事もした。ドイツなどの有名な新聞や雑誌、例えば「Leipziger Illustrierte Zeitung」や「Reclams Universum」、「Schriften des Österreichischen」、「Deutscher Flottenverein」などに挿絵を描き、海運会社のための絵葉書の原画も描いた。
1895年から1900年の間はトリエステの美術学校の教授を務め、1898年に結婚した。1904年にウィーンに短期間滞在した後、ドイツのドレスデンに1906年まで住み、1906年からザクセン州のモーリッツブルクに移り、その後もザクセン州の各地に住んだ。
ケルヒャーの艦船の絵は、ドイツやオーストリア皇帝や海運会社のオーナーたちから注文を受けた。

## 作品

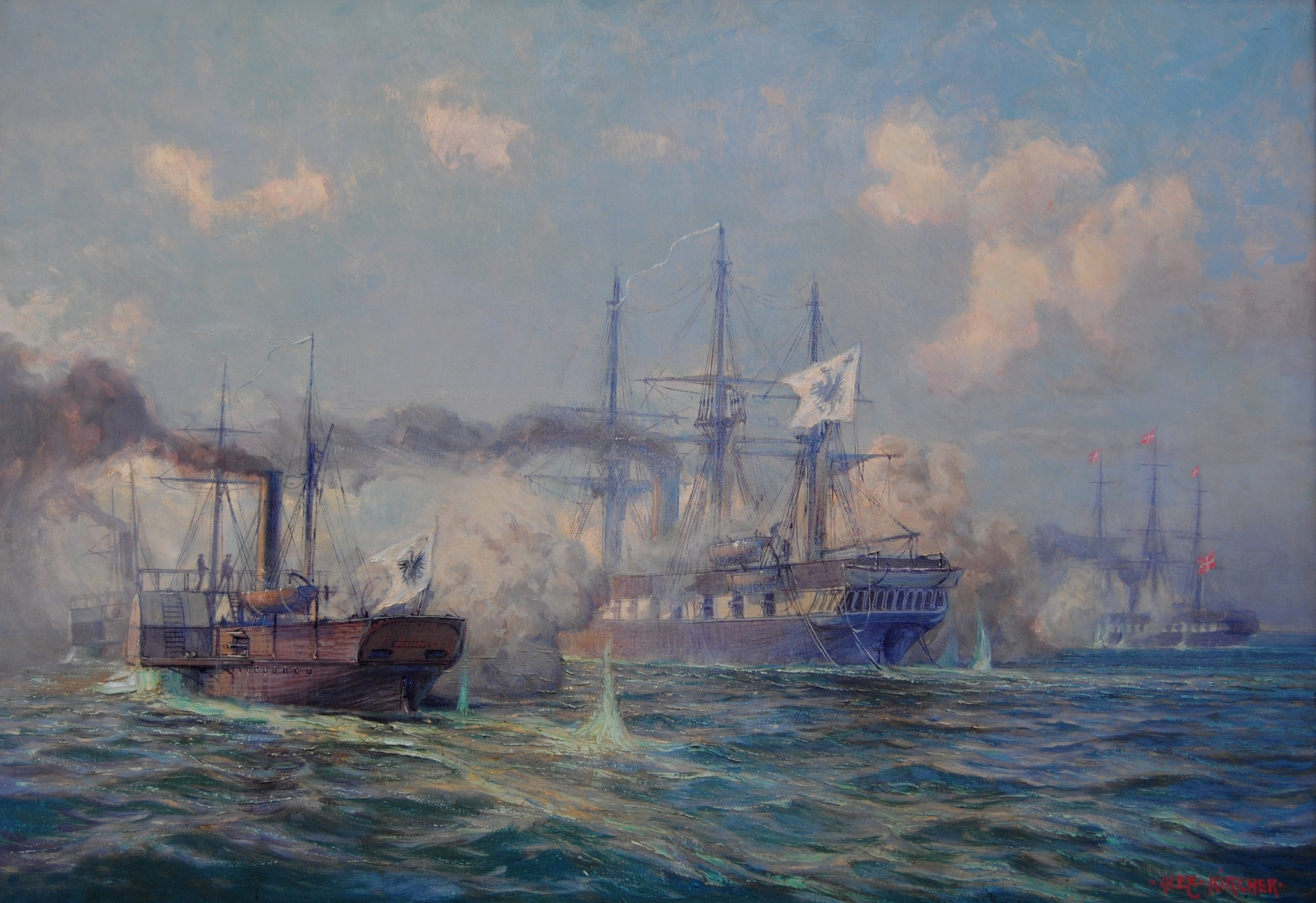
1864年の第二次シュレースヴィヒ＝ホルシュタイン戦争でのドイツ海軍のローレライとニンフェ
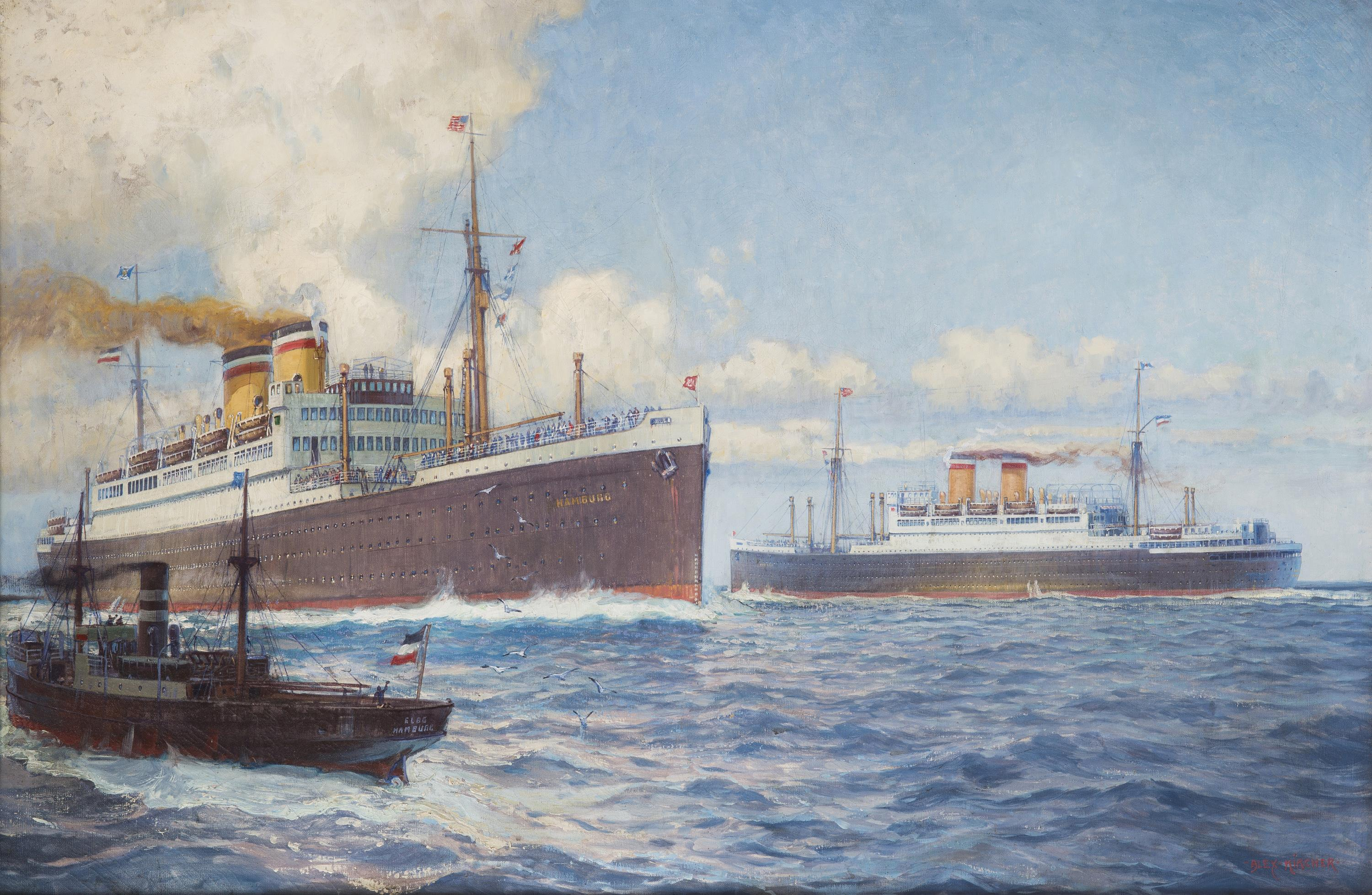
ハンブルク汽船会社の客船
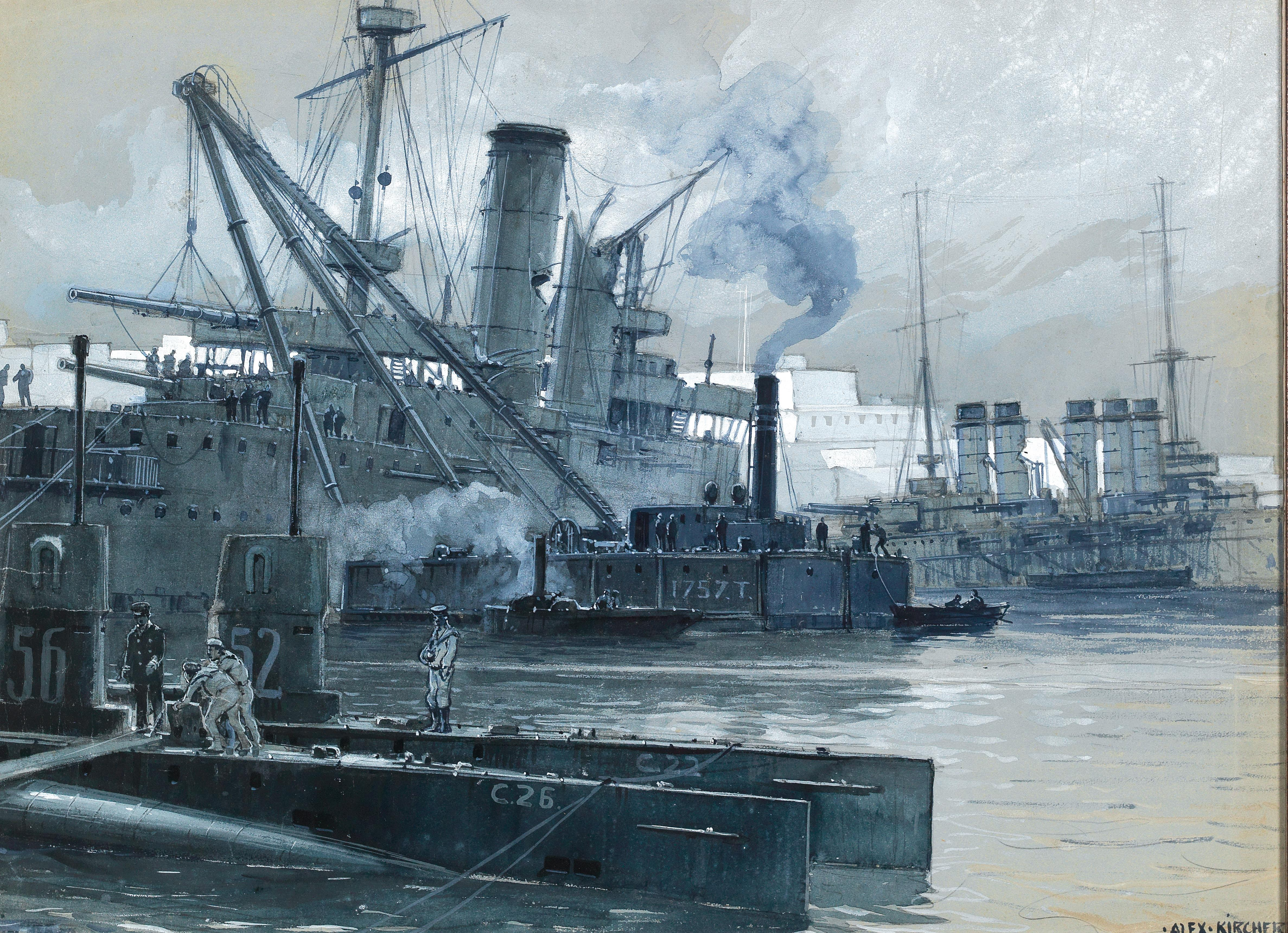
マルタ軍港の英仏の軍艦
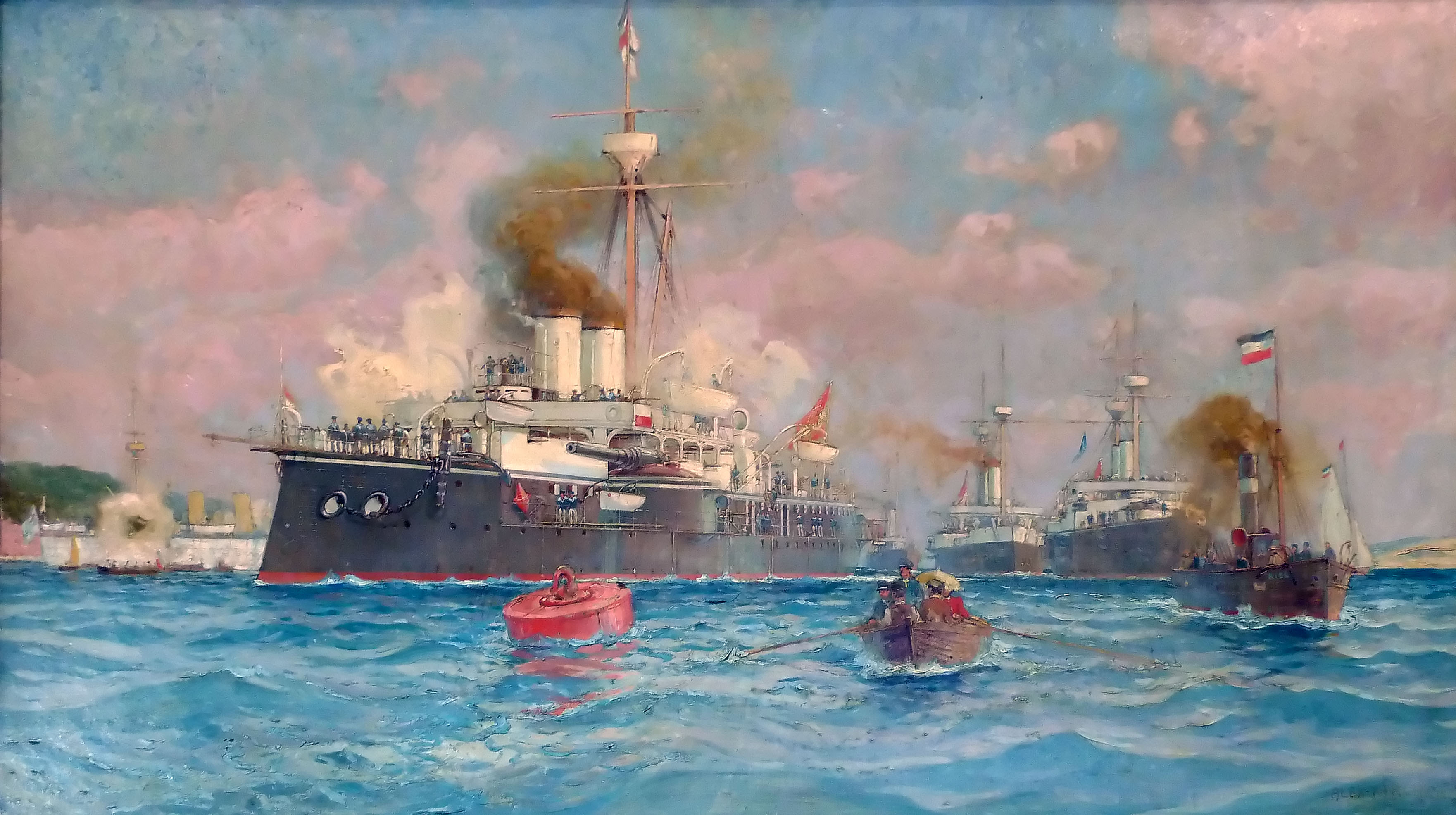
キール軍港のドイツ軍艦
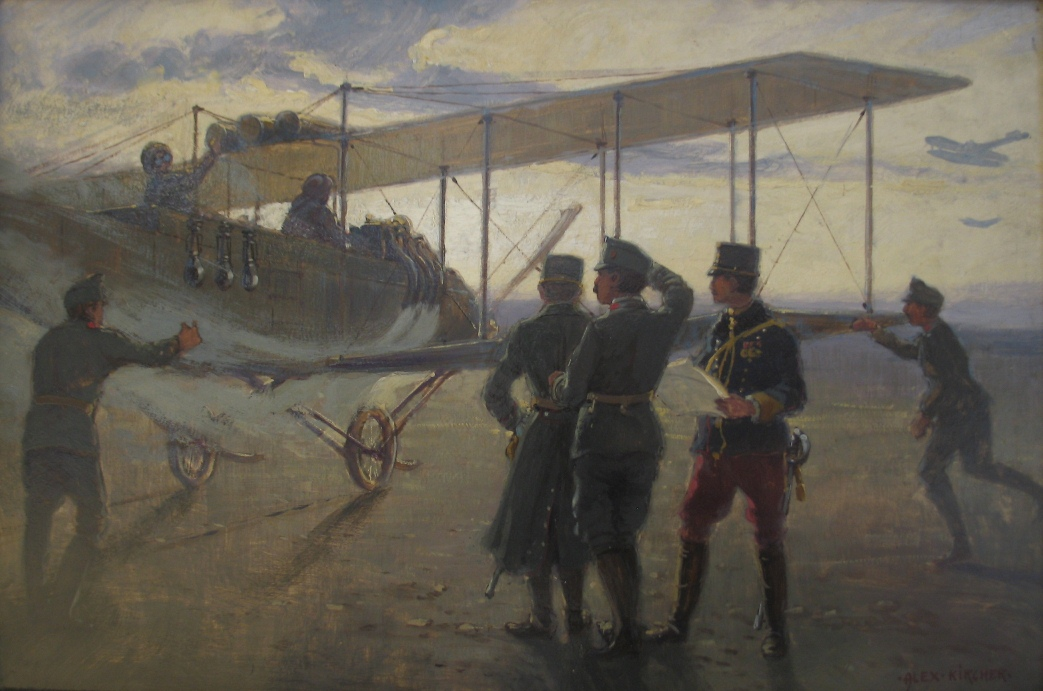
航空機の出発
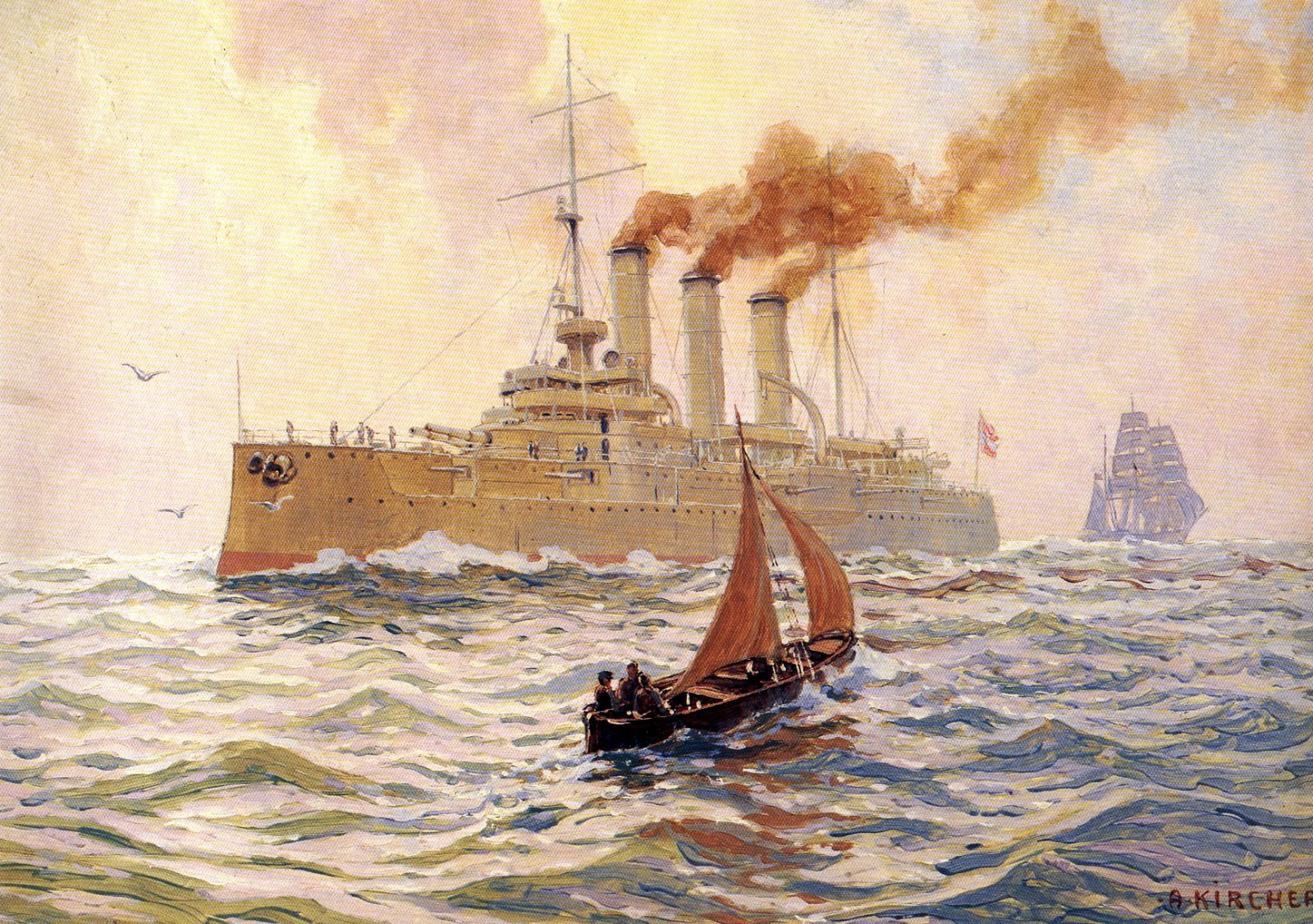